# Mekonijalni ileus
Mekonijalni ileus je najčešća intestinalna opstrukcija kod novorođenčeta, uzrokovana zgusnutim mekonijumom  ili prvom stolicom novorođenčeta u terminalnom ileumu. Prema podacima iz literature u oko 95% slučajeva osnovni uzrok ovog oboljenja je cistična fibroza. Bolest se nasleđuje autozomno recesivno i karakteriše se nenormalnom sekrecijom svih egzokrinih žlezdi.

## Epidemiologija
Mekonijalni ileus se javlja u 9—33% svih slučajeva neonatalne intestinalne opstrukcije i kao prva manifestacija bolesti kod 16—20% bolesnika sa cističnom fibrozom. 

## Etiopatogeneza
U osnovi ovog ileusa je najčešće cistična fibroza — autozomno recesivno oboljenje kod koga postoji poremećaj u produkciji normalnih sekreta i ekskreta u organizmu, posebno u plućima, pankreasu i digestivnom traktu i karakteriše se postojanjem veoma guste, hiperviskozne sluzi, abnormalnog elektrolitnog sastava, sniženog sadržaja vode i izuzetno visoke koncentracije proteina. Nastao u navedenim uslovima, mekonijalni ileus je izazvan izuzetno gustim mekonijum koji se formira još u materici majke i u obliku je čvrstih, fasetiranih, mekonijalnih perli koje:
- opstruira srednji i terminalni ileum,
- uzrokujući proksimalnu dilataciju creva,
- zadebljanje zida creva i
- kongestiju.

Distalno od opstrukcije izostaje pasaža mekonijuma kroz tanko crevo. 

## Klinička slika
Kliničkom slikom dominira klasičan trijas simptoma: 
1. Progresivna abdominalna distenzija
2. Izostanak mekonijalne stolice
3. Bilozno povraćanje.
Distenzija trbuha može uzrokovati respiratorni distres, a prateća infekcije, razvoj mekonijalnog peritonitisa sa znacima: edema i eritema trbušnog zida, distenzije i palpatorne osetljivosti trbuha.

## Dijagnoza
Prenatalna
Prva dijagnoza se može postaviti prenatalnom  ultrazvučnom dijagnostikom, kada nalaz unutartrbušnih hiperehogenih masa može ukazati na mogući mekonijalni ileus (zgusnuti mekonijum). Ove mase sa dilatiranim crevnim vijugama i odsustvom žučne kese mogu pobuditi sumnju da se radi o cističnoj fibrozi. U tom slučaju je potrebno uraditi neophodne testove i DNK analizu fetalnih uzoraka, kako bi se ova sumnja proverila.
Postnatalna
Na nativnoj radiografiji trbuha, postnatalno, u oko 70% slučajeva nekomplikovanog mekonijalnog ileusa mogu se videti dilatirane vijuge proksimalnog creva. Hidroaerične senke zbog viskoznog mekonijuma obično izostaju, a vide se mehurići gasa, pomešani sa zgusnutim mekonijumom, kao pena od sapunice (Neuhauserov znak). 
Radiografski znaci komplikovanog mekonijalnog ileusa mogu biti različiti. Najčešće u formi razbacanih, mrljastih kalcifikacija, koje se postnatalno vide na nativnoj radiografiji trbuha, i tada ukazuju na intrauterinu intestinalnu perforaciju i mekonijalni peritonitis.
Jasna opstrukcija i velika intraabdominalna masa sa kalcifikacijama po obodu ukazuju na postojanje pseudocistične formacije. Irigografijom se konstatuje postojanje mikrokolona i to nije metoda izbora za dijagnostiku mekonijalnog ileusa.

## Terapija
Konzervativna
Lečenje nekomplikovanih formi mekonijalnog ileusa može biti neoperativno ili konzervativno, korišćenjem hiperosmolarnih klizmi, sa dodatkom N-acetil-cisteina za razlaganje zgusnutog mekonijuma u laganoj infuziji, pod kontrolom rendgena, da ne bi došlo do perforacije. 
Ukoliko se nakon klizmi otklone znaci opstrukcije, može se započeti sa ishranom nakon 48 časa, uz obavezno dodavanje pankreasnih enzima. 
Hirurška
Ukoliko konzervativna terapija nema očekivani efekata, kao i u slučajevima komplikovanog mekonijalnog ileusa, lečenje je hirurško. Postoji nekoliko hirurških tehnika (najčešće korišćene su tehnike po Mikuliczu, Bishop-Koopu i Santulliju), koje se svode na najmanju moguću resekciju creva i formiranje enterostomije kroz koju će biti moguća postoperativna irigacija. U narednom aktu planira se zatvaranje stome i crevna anastomoza.

## Komplikacije
Najčešće komplikacije koš mekonijakog ileusa su: 
- volvulus,
- atrezije creva,
- nekroza creva,
- perforacija creva,
- mekonijumski peritonitisa i
- pseudociste.

## Prognoza
Prognoza mekonijalnog ileusa je dobra, naročito ako nije komplikovana infekcijom (peritonitisom) i tada preživljavanje novorođenčadi iznosi oko 90%. 
Prognoza mekonijalnog ileusa udružena sa cističnom fibrozom je znatno lošija.

## Spoljašnje veze
- Šta je mekonijalni ileus? — www.simptomi.rs

|  | Molimo Vas, obratite pažnju na važno upozorenje u vezi sa temama iz oblasti medicine (zdravlja). |